# アレクサンドラ・シュライバー
アレクサンドラ・シュライバー（Alexandra Schreiber 1960年4月13日-) はドイツのレーゲンスブルク出身の柔道選手。現役時代は66kg級の選手。身長174cm。

## 人物
1986年に世界選手権66kg級で3位となった。1987年に地元の西ドイツで開催された世界選手権決勝では、この階級で3連覇しているフランスのブリジット・ディディエを内股で破って優勝を果たした。しかし、翌年のソウルオリンピックでは5位に終わった。その後は以前ほどの活躍は見られなかったが、1992年のバルセロナオリンピックでは5位となった。

## 主な戦績
- 1981年 - ドイツ国際　2位
- 1981年 - ヨーロッパ選手権　2位
- 1982年 - イギリス国際　優勝
- 1983年 - ドイツ国際　2位
- 1983年 - ヨーロッパ選手権　3位
- 1983年 - イギリス国際　3位
- 1983年 - ドイツ国際　3位
- 1983年 - イギリス国際　2位
- 1986年 - ヨーロッパ選手権　2位
- 1986年 - イギリス国際　2位
- 1986年 - 世界選手権　3位
- 1986年 - 世界学生　2位
- 1987年 - ベルギー国際　優勝
- 1987年 - ドイツ国際　優勝
- 1987年 - オーストリア国際　優勝
- 1987年 - 世界選手権　優勝
- 1988年 - ヨーロッパ選手権　優勝
- 1988年 - ソウルオリンピック　5位
- 1990年 - ベルギー国際　優勝
- 1990年 - ヨーロッパ選手権　優勝
- 1990年 - 福岡国際　3位
- 1990年 - 世界学生　3位
- 1991年 - イギリス国際　3位
- 1991年 - オーストリア国際　2位
- 1992年 - ヨーロッパ選手権　3位
- 1992年 - バルセロナオリンピック　5位